# Jan Zegalski
Jan Antoni Zegalski (ur. w 1932 w Poznaniu) – polski artysta fotograf, uhonorowany tytułem Artiste FIAP (AFIAP). Profesor zwyczajny Akademii Muzycznej w Katowicach. Członek rzeczywisty Okręgu Śląskiego Związku Polskich Artystów Fotografików. Członek Katowickiego Towarzystwa Fotograficznego.   

## Życiorys
Jan Zegalski jest absolwentem Państwowej Wyższej Szkole Muzycznej w Poznaniu. W latach 1958–1996 był muzykiem Wielkiej Orkiestry Symfonicznej Polskiego Radia w Katowicach i wieloletnim profesorem Akademii Muzycznej w Katowicach. Od 1958 roku aktywnie zajął się fotografią. W latach 1964–1971 był członkiem Katowickiego Towarzystwa Fotograficznego. W 1971 roku został przyjęty w poczet członków Związku Polskich Artystów Fotografików (Okręg Śląski), gdzie pełnił funkcję członka Okręgowego Sądu Koleżeńskiego. Jest autorem i współautorem wielu wystaw fotograficznych; indywidualnych i zbiorowych, krajowych i międzynarodowych, m.in. pod patronatem FIAP. Jest uczestnikiem i laureatem konkursów fotograficznych, jego prace zostały docenione (m.in.) w Brazylii, Chinach, Niemczech.
Jest autorem dwóch popularnych pozycji edukacyjnych w polskiej literaturze perkusyjnej: „30 etiud na cztery kotły” oraz „40 ćwiczeń na mały bęben”, wydanych przez Polskie Wydawnictwo Muzyczne.
Jan Zegalski w 1972 roku został uhonorowany tytułem Artiste FIAP (AFIAP), przyznanym przez Międzynarodową Federację Sztuki Fotograficznej FIAP. W 2012 roku został laureatem nagrody Okręgu Śląskiego ZPAF.

## Wybrane wystawy indywidualne
- Wystawa poświęcona działalności WOSPRiTV (Filharmonia Narodowa; Warszawa 1969)
- „Emocje na pięciolinii” (Galeria ZPAF; Katowice 1980)
- „Notatnik angielski” (BWA Bytom, Tychy, Rybnik 1983)
- „Zapiski” (Galeria ZPAF; Katowice 1984)
- „Szkice muzyczne” (Galeria ZPAF; Katowice 1992)
- „Szkice muzyczne II” (Galeria „Pusta”; Katowice 1993)
- „Szkice muzyczne” (Galeria MOK; Jarosław 2000)
- „Dyrygenci” (Centrum Kultury; Katowice 2003)
- „Kompozytorzy i wykonawcy” (Instytut Mikołowski; Mikołów 2004)
- „41 x Nepomuk” (Muzeum Archidiecezjalne w Katowicach, 2014)[7]

Źródło.

## Odznaczenia
- Krzyż Kawalerski Orderu Odrodzenia Polski
- Krzyż Oficerski Orderu Odrodzenia Polski[20]
- Medal Komisji Edukacji Narodowej

Źródło.